# Nowy Młyn (powiat olecki)
Nowy Młyn (niem. Neumühl) – osada w Polsce położona w województwie warmińsko-mazurskim, w powiecie oleckim, w gminie Wieliczki.
W latach 1975–1998 miejscowość położona była w województwie suwalskim.
We wsi młyn z przełomu XVIII i XIX w.